# ČEZ Basketball Nymburk
Il ERA Basketball Nymburk è una società cestistica, avente sede a Nymburk, nella Repubblica Ceca. Fondata nel 1930, gioca nel campionato ceco.

## Roster 2021-2022
Aggiornato al 29 luglio 2021.
|    | Naz.                   | Ruolo | Sportivo         | Anno | Alt. | Peso | Note |
| -- | ---------------------- | ----- | ---------------- | ---- | ---- | ---- | ---- |
| 0  | Rep. Ceca (bandiera)   | G     | Filip Kábrt      | 2002 | 193  | 84   |      |
| 4  | Rep. Ceca (bandiera)   | C     | Petr Benda       | 1982 | 203  | 100  |      |
| 11 | Stati Uniti (bandiera) | P     | Jerrick Harding  | 1998 | 185  | 82   |      |
| 21 | Rep. Ceca (bandiera)   | AG    | Luboš Kovář      | 2000 | 204  | 95   |      |
| 23 | Rep. Ceca (bandiera)   | AP    | Lukáš Palyza     | 1989 | 201  | 94   |      |
| 31 | Rep. Ceca (bandiera)   | A     | Martin Kříž      | 1993 | 200  | 101  |      |
| 73 | Rep. Ceca (bandiera)   | G     | František Rylich | 2002 | 190  | 81   |      |
| 77 | Rep. Ceca (bandiera)   | AP    | Vojtěch Hruban   | 1989 | 202  | 87   |      |
| 98 | Rep. Ceca (bandiera)   | G     | Jakub Tůma       | 1998 | 193  | 86   |      |
|    | Australia (bandiera)   | C     | Gorjok Gak       | 1996 | 211  | 107  |      |
|    | Stati Uniti (bandiera) | P     | Sterling Gibbs   | 1993 | 188  | 88   |      |
|    | Stati Uniti (bandiera) | AP    | Demetre Rivers   | 1995 | 203  | 82   |      |
|    | Rep. Ceca (bandiera)   | G     | František Váňa   | 1998 | 192  | 75   |      |

### Staff tecnico
| Allenatore: | Aleksander Sekulić |
| Assistente: | Jurica Žuža        |

## Palmarès
- Campionato ceco: 20

2003-2004, 2004-2005, 2005-2006, 2006-2007, 2007-2008, 2008-2009, 2009-2010, 2010-2011, 2011-2012, 2012-2013, 2013-2014, 2014-2015, 2015-2016, 2016-2017, 2017-2018, 2018-2019, 2020-2021, 2021-2022, 2023-2024, 2024-2025
- Coppa della Repubblica Ceca: 16

2004, 2005, 2007, 2008, 2009, 2010, 2011, 2012, 2013, 2014, 2017, 2018, 2019, 2020, 2021, 2024